# Rennellia elongata
Rennellia elongata là một loài thực vật có hoa trong họ Thiến thảo. Loài này được (King & Gamble) Ridl. miêu tả khoa học đầu tiên năm 1940.